# Mars i Wenus zaskoczeni przez Wulkana
Mars i Wenus zaskoczeni przez Wulkana (niderl. Vulcanus onthult het overspel van Mars en Venus) – obraz barokowego malarza Joachima Wtewaela.

## Źródło inspiracji
Motyw przedstawiony na obrazie pochodzi z greckiego eposu Odyseja Homera lub z Metamorfoz Owidiusza. Opowieść mówi o zdradzie bogini Wenus z bogiem wojny Marsem. Mężem Wenus był Wulkan (Hefajstos). Romans został odkryty przez wszechwiedzącego boga słońca Apolla. Wulkan po odkryciu zdrady sporządził sieć w którą zamierzał schwytać kochanków a na świadków nierządnego czynu wezwał innych bogów. Oni też mieli rozstrzygnąć co zrobić z przyłapana parą. Niezręczna sytuacja dostarczyła wiele rozrywki zebranym bogom.
W XVII wieku tego typu opowieści miały najczęściej charakter moralizatorski z puentą – Bóg wie o wszystkich ludzkich uczynkach za które czeka go kara za grzechy nawet te najbardziej skrywane. Również połączenie motywów komedii i erotyzmu była charakterystyczne dla literatury siedemnastego wieku.

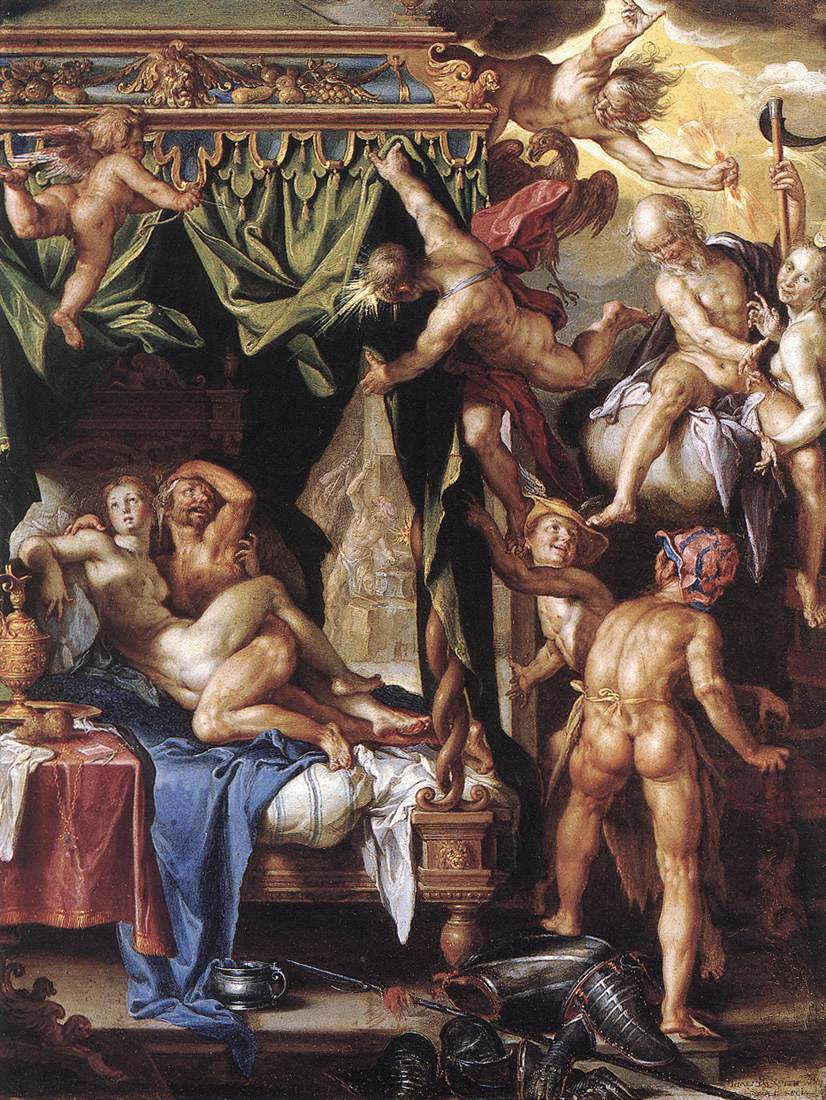
1604, Mars i Wenus przyłapana przez bogów, olej na miedzi, 20.2 × 15.5 cm, The Getty Museum

## Charakterystyka i opis obrazu
Powyższa miniatura w miedzi jest przykładem malarstwa manierystycznego. Ludzkie pozy przedstawione w różny sposób mają wydźwięk i znaczenie erotyczne. Na łożu widoczna jest para kochanków podczas aktu miłosnego. Mars zaskoczony zwrócony jest w kierunku Merkurego, który odsłania kotarę ukazując parę innym bogom. Na głowie ma czerwone nakrycie a w dłoni trzyma swój kaduceusz. Po jego lewej stronie zbliża się na orle Jowisz dzierżący w prawej ręce swój atrybut – pioruny. Za nim nieśmiało wychyla się bogini Minerwa w swoim hełmie. Przed łożem w skórzanym fartuchu kowalskim i w błękitnym czepku, tyłem do widza stoi Wulkan. W rękach trzyma sieć. Nad Wulkanem siedzi bóg czasu Saturn trzymający kosę. Za nim tak jak i w przypadku Minerwy wychyla się z nieskrywaną ciekawością bogini Diana. Na czole widoczny jest złoty półksiężyc symbolizujący cnotę. Na górze po lewej stronie, w złotej poświacie i z lutnią w dłoni siedzi bóg słońca Apollo, sprawca całego zamieszania.
Na środku ryciny Wtewael umieścił Kupidyna z lukiem, mierzącego w stronę Merkurego. Według Homera bóg ten pożądał Wenus. Kupidyn miał więc albo zapobiec odkrycia romansu albo miał wskazywać prawdziwe zamiary boskiej żądzy. Na dole pod łóżkiem leży przewrócony nocnik, który mógł symbolizować niesmak całej sytuacji.
Trzy lata później Wtewael namalował inna wersję obrazu z tym samym motywem. Obecnie rycina na miedzi znajduje się w muzeum the Getty w Los Angeles.

## Motyw Marsa i Wenus u innych artystów
Motyw kochanków przyłapanych przez Wulkana był wykorzystywany przez wielu innych artystów zarówno we wcześniejszych epokach jak i późniejszych. W renesansie historię przedstawiał m.in.:
- Jan Gossart (między 1498-1532, ostatnio widziany w 1945, olej na płótnie, 107 × 83 cm, Gemäldegalerie, Berlin)[1]
- Enea Vico (1523–1567) lub Parmigianino, 1543, grafika, (23 × 32.7 cm), The Elisha Whittelsey Collection, MET, Nowy Jork[2]
- Guglielmo della Porta (1500/1510–1577), 1553/1555, relief w brązie, 14 × 14 cm, National Gallery of Art, Waszyngton[3]
- Jacopo Tintoretto (1555)
- Hendrik Goltzius, 1585, szkic kredką, 41 × 31 cm, J. Paul Getty Museum, Los Angeles[4]
- Bartholomaeus Spranger, 1586/87, Muzeum Historii Sztuki w Wiedniu[5]

oraz
- Hendrick de Clerrk (XVII w., olej na desce, 35,5 × 45,5 cm, kolekcja prywatna, Belgia)[6]
- François Boucher, 1754, olej na płótnie, 164 x 71cm, Wallace Collection, Londyn[7]
- Louis Chéron, (1695, olej na gipsowym suficie w State Bedroom Boughton House, 7,44 × 6,85 m)
- Martin Van Heemskerk, 1536
- Louis-Jean-François Lagrenée, 1768, olej na płótnie, J. Paul Getty Museum, Los Angeles)[8],
- Johann Martin Schmidt, 1768, Luwr, Paryż[9]

W XIX wieku motyw podejmował Alexandre Charles Guillemot